# Einstein@home
Einstein@home is een distributed computing-project, opgezet door de Universiteit van Wisconsin–Milwaukee. Het project wil de theorie van het bestaan van gravitatiegolven bewijzen door gebruik van gedistribueerde softwaretoepassingen. Deze software gebruikt data die verkregen worden door verschillende ruimtedetectoren. De hoeveelheid data die bij de metingen geanalyseerd moet worden wil men laten doen op particuliere computers. Op 12 augustus 2010 werd de eerste ontdekking van een tot nog toe onbekende pulsar via Einstein@Home gepubliceerd in Science.

## Opnemen van data
Er wordt gebruikgemaakt van twee detectoren om gravitatiegolven van sterren en zwarte gaten te meten, namelijk:
- Interferometer
- GEO600

Het is zeer moeilijk om een verschil in ruimtetijd (= gravitatiegolf) te meten, omdat zo’n golf bijna is uitgestorven tegen de tijd dat ze de aarde bereikt. Deze twee detectoren detecteren gravitatiegolven door het meten van veranderingen in het patroon van twee rakende laserstralen. Deze patronen hangen af van de afstand waarover elke laserstraal heeft ‘geleefd’ en deze afstand verandert als er een gravitatiegolf doorgaat.
De gevoeligheid van dit type detector (interferometer) is proportioneel met afstand die de laserstralen afleggen. Aangezien ze op zoek gaan naar zeer kleine signalen & verschillen, moeten de detectoren zeer groot zijn.

## Data-analyse
De detectoren produceren veel data die verwerkt moeten worden. Die verwerking gebeurt op persoonlijke (particuliere) computers, van vrijwilligers die zich hiervoor hebben ingeschreven. De data worden via speciale software van een centrale server gehaald en automatisch verwerkt op de lokale computer. Als de eigenaar even niets op de computer aan het doen is, wordt deze gebruikt voor het uitvoeren van de verschillende bewerkingen op de data.
De behandelde data worden hierna teruggestuurd naar de server en de computer kan verdergaan met het volgende blok. De eigenaar van de computer zal op geen enkel moment merken dat hij deel uitmaakt van het project, aangezien er geen berekeningen worden uitgevoerd op de momenten dat er wel op de computer gewerkt wordt.
Dit project is gestart door Bruce Allen van de Universiteit van Wisconsin – Milwaukee. Het systeem is gebaseerd op SETI@home, wat een programma is dat gelijkaardig werkt maar zoekt naar tekens van buitenaards leven. De projectleider van dit project, David P. Anderson, helpt ook mee in de onderzoeken van Einstein@home.

## Vorm van behandelde data
De data die elke computer toegestuurd krijgt staat in de vorm van een gecompliceerde golf. Het eerste wat de computer doet met deze golf, is er een fouriertransformatie op uitvoeren. Na de splitsing van deze golf in verschillende frequenties, vergelijkt hij deze resultaten met het model dat eerder al werd meegestuurd. Als er inderdaad een overeenkomst is, verzendt de computer een boodschap naar de centrale server, waarna de data opnieuw worden behandeld door twee andere computers. Als alle drie de computers hetzelfde resultaat geven, zullen onderzoekers de data verder analyseren om te controleren of het signaal echt van een gravitatiegolf komt of dat deze een gevolg is van lokale storing. Dit gebeurt door het vergelijken van hun data met de data van andere detectoren.
Als de analyse echter niet overeenkomt met het gekregen model, dan worden de data door ten minste één andere computer nogmaals behandeld om te controleren of er geen fouten zijn opgetreden. Als er geen fouten te vinden zijn, worden de data verworpen.

## BOINC
De totale analyse vergt veel processorkracht, waardoor het nodig is om een gedistribueerd systeem als BOINC te gebruiken. Dit is een kleine applicatie die vrijwilligers kunnen installeren op hun pc, waarna ze kunnen inloggen voor verschillende projecten. Hoe meer computers deze software installeren (en laten gebruiken), hoe meer berekeningen er op een kortere tijd kunnen uitgevoerd worden en dus hoe sneller men aan de gewenste resultaten komt. In augustus 2010 waren er al meer dan 262.000 vrijwilligers in 215 verschillende landen. Het is hierbij het vierde meest succesvolle BOINC-project in deelnemersaantallen na SETI@home, World Community Grid en Rosetta@home.